# ماكس فلاك
ماكس فلاك (بالإنجليزية: Max Flack)‏ هو لاعب كرة قاعدة أمريكي، ولد في 5 فبراير 1890 في بلفيل في الولايات المتحدة، وتوفي بنفس المكان في 31 يوليو 1975.

## روابط خارجية
- ماكس فلاك على موقعبيزبول رفرنس.كوم (الدوري الرئيسي) (الإنجليزية)